# Morfoném
Morfoném v lingvistice je množina fonémů, k jejichž střídání (alternaci) dochází v rámci morfému (na určitém místě), nejčastěji při ohýbání a odvozování nových slov. Toto střídání fonémů/hlásek nevede ke změně významu morfému. Morfoném je tedy třídou fonémů, která jsou určeny svým uplatněním v jazykové jednotce (morfému). Morfonémy slouží k popisu vztahů v rámci systému morfémů. 

## Příklady
- noha - noze - nožce ⇒ morfoném = h, z, ž
- bratr - bratři ⇒ morfoném = r, ř

Příklad ukazuje způsob morfonologické transkripce kmenového morfému, v jehož rámci dochází ke střídání fonémů v tvarech knih-a – kniz-e – kniž-ní – kníž-ka. V uvedeném příkladu dochází ke střídání hlásek v rámci dvou morfonémů. Střídání souhlásek na konci kmene je typické hlavně pro flektivní jazyky, jako je např. čeština.
- sj–{u, ö}-ng-: sjunga – sjöng – sjungit

Příklad střídání kmenové samohlásky v různých tvarech švédského slova sjunga (zpívat). Tento jev se označuje jako střída (ablaut). Uvedený jev se typicky vyskytuje u silných sloves i v ostatních germánských jazycích. Dloužení kmenové samohlásky ve výše uvedeném příkladu z češtiny je rovněž střídou.